# Шамшин Олександр Олександрович
Шамши́н Олекса́ндр Олекса́ндрович (рос. Шамшин Александр Александрович; нар. 25 серпня 1908 — пом. 23 вересня 1972) — радянський військовик часів Другої Світової війни, генерал-майор танкових військ (13.05.1942).

## Біографія
Народився 25 серпня 1908 року в селі Борисово-Покровське Нижньогородської області.
У лавах РСЧА з вересня 1928 року. У 1931 році закінчив Нижньогородську піхотну школу. Командував взводом у 12-му стрілецькому полку 4-ї стрілецької дивізії Білоруського ВО.
У 1932 році закінчив КУКС в Москві, проходив військову службу в 3-й навчальній танковій бригаді, командир танкового взводу, роти, помічник начальника оперативного відділу штабу бригади.
У 1935–1938 роках навчався в Військовій академії імені М. В. Фрунзе, по закінченні якої призначений помічником начальника автобронетанкових військ (АБТВ) Хабаровської групи військ.
З вересня 1938 року — начальник штабу 42-ї танкової бригади.
У 1939–1940 роках — інструктор Військової академії механізації і моторизації РСЧА імені Й. Сталіна.
28 листопада 1940 року призначений начальником штабу 39-ї танкової бригади, а після її реформування у 39-ту танкову дивізію — начальник штабу дивізії Київського ОВО (м. Чернівці).
Учасник німецько-радянської війни з червня 1941 року. Воював у складі 16-го і 18-го механізованих корпусів на Південному фронті. Брав участь в оборонних боях на території України влітку 1941 року.
З вересня 1941 по квітень 1942 року полковник О. О. Шамшин — командир 34-ї мотострілецької бригади Південно-Західного фронту.
З 3 квітня по 30 серпня 1942 року — командир 22-го танкового корпусу.
З 19 жовтня 1942 по 10 березня 1943 року — командир 9-го танкового корпусу.
З березня 1943 року — начальник відділу бойової підготовки Управління бронетанкових і механізованих військ РСЧА.
З 17 грудня 1943 по 28 лютого 1944 року — командир 3-го танкового корпусу.
У 1944–1946 роках — командуючий бронетанковими військами Приволзького ВО.
У 1946–1948 роках — заступник командира 27-ї механізованої дивізії.
З 1948 по 1957 роки — викладач Військової академії бронетанкових і механізованих військ імені Й. Сталіна..
У 1957 році вийшов у відставку. Помер 23 вересня 1972 року.

## Нагороди
Нагороджений орденами Червоного Прапора, Червоної Зірки та медалями.